# Heteropoda cervina
Heteropoda cervina là một loài nhện trong họ Sparassidae.
Loài này thuộc chi Heteropoda. Heteropoda cervina được Ludwig Carl Christian Koch miêu tả năm 1875.